# Grabstein für Petronella von Baldersheim

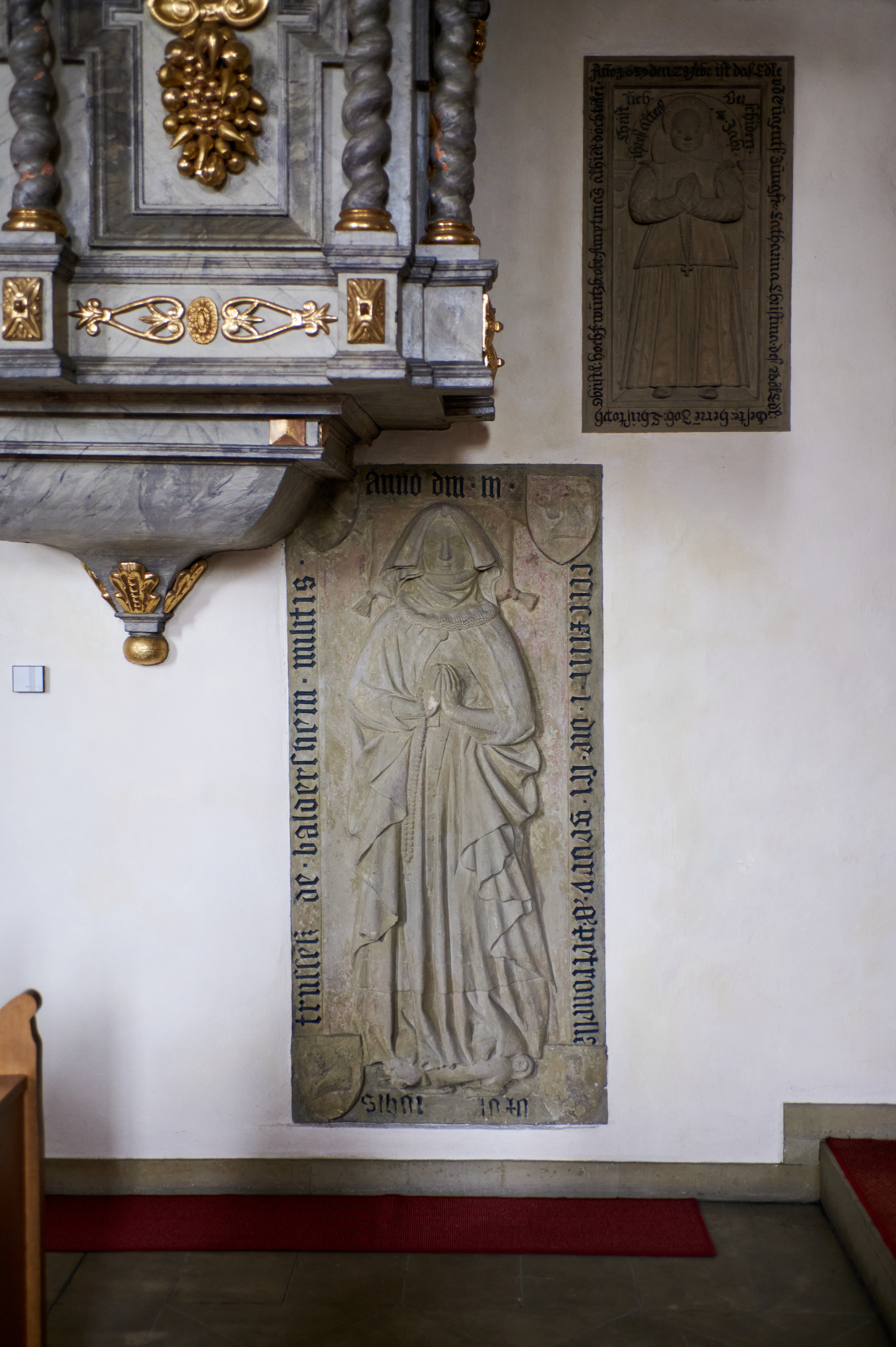
Grabstein für Petronella von Baldersheim in Röttingen

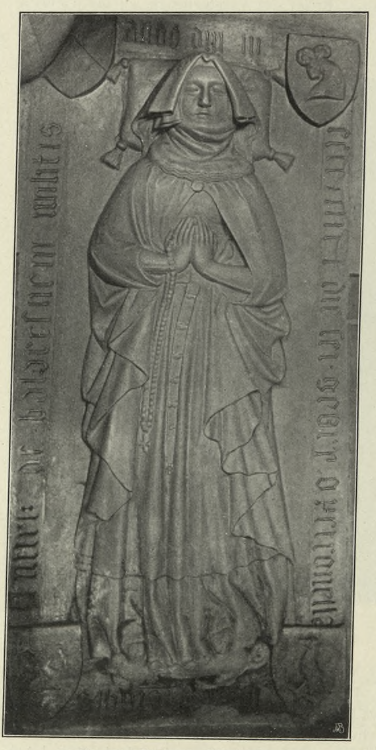
Foto aus: Die Kunstdenkmäler des Königreichs Bayern – Stadt und Bezirksamt Ochsenfurt (vor 1911)

Der Grabstein für Petronella von Baldersheim in der katholischen Kirche St. Kilian und Gefährten in Röttingen, einer Stadt im unterfränkischen Landkreis Würzburg in Bayern, wurde um 1414 geschaffen. Der Grabstein aus Sandstein ist als Teil der Kirchenausstattung ein geschütztes Baudenkmal.
Im Langhaus, nördlich unter der Kanzel, ist an der Wand der 1,85 Meter hohe Grabstein für Petronella von Baldersheim († 1414) befestigt. 
Die Umschrift in gotischen Minuskeln lautet: „Anno dni mcccccxiiii i die sci georgi : o (obiit) petronella vxor trucsetz de baldersheim militis“.
Die Verstorbene ist als Relief dargestellt, zu ihren Füßen liegt ein Hündchen, das Symbol der ehelichen Treue. An den vier Ecken sind die Wappen der Truchseß von Baldersheim (ein sitzender roter Fuchs oder Hund), der Geyer von Geyersperg, der Zobel und der Rabenstein angebracht.